# STS-112
STS-112 je označení desetidenního letu raketoplánu Atlantis k Mezinárodní vesmírné stanici v říjnu 2002. Hlavním úkolem mise byla doprava a montáž části nosníku stanice a páru panelů s fotovoltaickými (slunečními) články.

## Posádka
- Jeffrey S. Ashby (3), velitel
- Pamela A. Melroyová (2), pilot
- David A. Wolf (3), letový specialista
- Piers John Sellers (1), letový specialista
- Sandra H. Magnusová (1), letový specialista
- Fjodor Jurčichin (1), letový specialista

(v závorkách je uveden dosavadní počet letů do vesmíru včetně této mise).

## Výstupy do vesmíru (EVA)
- EVA 1: 10. říjen, 2002 – 7 h, 01 m
- EVA 2: 12. říjen, 2002 – 6 h, 04 m
- EVA 3: 14. říjen, 2002 – 6 h, 36 m